# Acqua juvenile

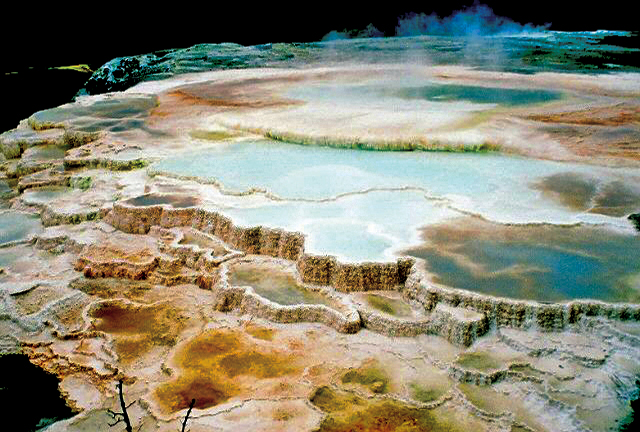
Acqua juvenile

L'acqua juvenile è l'acqua che, nel corso di un fenomeno vulcanico, primario o secondario, si origina direttamente dal magma. Inizialmente, quando il magma si trova all'interno della crosta terrestre, la pressione estremamente elevata permette all'acqua di persistere in soluzione, a dispetto della temperatura elevatissima.
Nel momento in cui il magma viene eruttato, oppure intruso in rocce superficiali, la diminuzione della pressione provoca un degassamento rapido, e la trasformazione del magma in lava. Questo processo coinvolge anche l'acqua che, liberandosi dal magma, come acqua juvenile entra nel bilancio globale del ciclo idrologico dell'acqua.

## Il materiale juvenile
Spesso, utilizzando semplicemente il termine "juvenile" si indica il materiale che, nel corso di un'eruzione vulcanica, si origina direttamente dal magma (quindi non solo l'acqua). 

## Il materiale litico
Al materiale juvenile viene contrapposto il materiale litico, ovvero la parte solida che, in un processo eruttivo, non deriva dal magma ma dalla fratturazione delle rocce incassanti del camino magmatico, che vengono strappate e mescolate al magma, insieme al quale vengono poi emesse in ambiente subaereo.
Esistono diversi tipi di materiale litico, a seconda delle caratteristiche distintive:
- Litici accessori: si tratta di particelle solide, non vescicolate, originate da vecchie eruzioni vulcaniche, in seguito coinvolti da nuovi fenomeni eruttivi.

- Litici accidentali: sono detti accidentali quei frammenti, spesso anche di origine non magmatica, provenienti dallo sbriciolamento di rocce incassanti, del camino magmatico o dal materiale clastico presente sul suolo, che viene incluso dalla lava nello scorrimento.

- Xenoliti: con questo termine vengono indicati i frammenti di peridotiti, provenienti dal mantello, che risalgono frammiste al magma di tipo basaltico. In generale però, si ricorre a questa definizione quando non sia possibile individuare un materiale accessorio o accidentale in una particella non vescicolata.